# Zosterops finschii
Zosterops finschii е вид птица от семейство Zosteropidae.

## Разпространение
Видът е разпространен в Палау.